# Tarachodes dissimulator
Tarachodes dissimulator är en bönsyrseart som beskrevs av Wood-mason 1882. Tarachodes dissimulator ingår i släktet Tarachodes och familjen Tarachodidae. Inga underarter finns listade i Catalogue of Life.